# StEG II 144
Die Dampflokomotive StEG II 144 war eine Schnellzug-Schlepptenderlokomotive der Staats-Eisenbahn-Gesellschaft (StEG), einer privaten Eisenbahngesellschaft Österreich-Ungarns.
Als Übergang von den Schnellzug-Zwillinglokomotiven zu den Verbundlokomotiven, vergleichbar der Entwicklung bei den k.k. österreichischen Staatsbahnen (kkStB), versuchte die StEG eine Dreizylinder-Verbundvariante.
Der Prototyp wurde von der StEG-eigenen Fabrik 1897 geliefert.
Allerdings war man mit der Maschine nicht zufrieden, ja sie wurde sogar später als Zwillinglokomotive betrieben, was angesichts der ohnehin kleinen Niederdruckzylinder durchaus möglich war.
Nach dem Ersten Weltkrieg kam die ab 1897 als 2501 bezeichnete Lokomotive, die die kkStB nach der Verstaatlichung der StEG 1907 als 506.01 benannte, als 264.301 zur ČSD, die sie 1926 ausmusterte.